# Król nocy
Król nocy – pierwszy singel polskiego piosenkarza Grzegorza Hyżego z jego trzeciego albumu studyjnego, zatytułowanego Epilog. Singel został wydany 13 listopada 2020.
Piosenka była nominowana do nagrody polskiego przemysłu fonograficznego Fryderyka w kategorii „utwór roku”.
Kompozycja znalazła się na 7. miejscu listy AirPlay – Top, najczęściej odtwarzanych utworów w polskich rozgłośniach radiowych. Nagranie otrzymało w Polsce status złotego singla, przekraczając liczbę 10 tysięcy sprzedanych kopii.

## Geneza utworu i historia wydania
Piosenka została napisana i skomponowana przez Grzegorza Hyżego, Michała „Foxa” Króla i Daniela Walczaka, którzy również odpowiadają za produkcję piosenki. Piosenkarz o singlu:

Pierwsze skojarzenia mogą przywoływać klimat lat 80-tych, ale od początku założeniem było zrobienie tego w ultra nowoczesnym stylu. Większość dźwięków nagrywaliśmy na urządzeniach cyfrowych, ale zdarzyło się też korzystać z kilku analogów.

Singel ukazał się w formacie digital download 13 listopada 2020 w Polsce za pośrednictwem wytwórni płytowej Sony Music. Piosenka została umieszczona na trzecim albumie studyjnym Hyżego – Epilog.
3 stycznia 2021 utwór został wykonany na żywo w programie Dzień dobry TVN. 5 sierpnia piosenka została zaprezentowana podczas gali Fryderyki 2021.
W marcu 2021 singel uzyskał nominację do nagrody polskiego przemysłu fonograficznego Fryderyka w kategorii „utwór roku”. Kompozycja została nominowana do nagrody Bursztynowego Słowika na Top of the Top Sopot Festival 2021.

## „Król nocy” w stacjach radiowych
Nagranie było notowane na 7. miejscu w zestawieniu AirPlay – Top, najczęściej odtwarzanych utworów w polskich rozgłośniach radiowych.

## Teledysk
Do utworu powstał teledysk zrealizowany przez Wow Pictures, który udostępniono w dniu premiery singla za pośrednictwem serwisu YouTube.

## Lista utworów
- Digital download[3]

1. „Król nocy” – 3:07

## Notowania
| Kraj   | Lista (2020–21)   | Najwyższa pozycja |
| ------ | ----------------- | ----------------- |
| Polska | AirPlay – Top     | 7                 |
| Polska | AirPlay – Nowości | 1                 |

| Kraj   | Lista (2021)  | Pozycja |
| ------ | ------------- | ------- |
| Polska | AirPlay – Top | 66      |

## Certyfikaty
| Kraj          | Certyfikat  | Sprzedaż |
| ------------- | ----------- | -------- |
| Polska (ZPAV) | złota płyta | 10 000+  |

## Wyróżnienia
| Rok  | Konkurs                            | Kategoria          | Rezultat    |
| ---- | ---------------------------------- | ------------------ | ----------- |
| 2020 | Przebój roku RMF FM 2020           | Przebój roku       | 23. miejsce |
| 2021 | Fryderyki 2021                     | Utwór roku         | Nominacja   |
| 2021 | Top of the Top Sopot Festival 2021 | Bursztynowy Słowik | Nominacja   |